# روزويل فارنهام
وهو سياسي وعسكري أمريكي ينتمي إلى الحزب الجمهوري ولد روزويل فارنهام 23 تموز - يوليو من سنة 1827 في ولاية ماساشوستس الأمريكية شغل فارنهام منصب حاكم ولاية فيرمونت ما بين عامي 1880 إلى عام 1882 توفي روزويل فارنهام في 5 كانون الثاني - يناير من سنة 1903 في ولاية فيرمونت.